# 寶可夢不可思議迷宮 救難隊DX
《寶可夢不可思議迷宮 救難隊DX》是Spike Chunsoft开发、任天堂于2020年发行的roguelike游戏，对应任天堂Switch平台。游戏是宝可梦之不可思议迷宫系列作品之一，是2005年游戏《寶可夢不可思議迷宮 赤之救難隊／青之救難隊》的重制作品。
《寶可夢不可思議迷宮 救難隊DX》是任天堂Switch平台畅销游戏。本作日本实体版首周销量13.9万套，是当周最畅销的游戏；游戏首周亦登上英国和法国销量榜首位。游戏截至2020年3月合计销量126万套，其中日本36万套、日本外89万套。据电脑娱乐供应商协会白皮书，游戏至2022年底累计售出199万套。